# Muncaci
Muncaci, arhaic Muncaciu, (în ucraineană Мукачево, transliterat: Mukacevo (oficial) sau Мукачеве, transliterat Mukaceve sau Мукачів, transliterat Mukaciv, în rusă Мукачево, transliterat: Mukacevo, în maghiară Munkács), este un oraș în regiunea Transcarpatia din Ucraina (vestul țării), centru administrativ al raionului omonim, pe Latorița. O altă denumire românească a localității este Munceag. Are ca. 82.346 de locuitori (recensământ 2001), dintre care 77,1% ucraineni (inclusiv rusini), 9% ruși, 8,5% maghiari ș.a. Este un important centru turistic și stațiune balneară. Printre obiectivele turistice majore se numără castelul medieval Palanok (sec.XIV), mănăstirea ortodoxă (sec. XIV-XVIII).

## Istorie
În 1661, domnitorul Constantin Șerban a ridicat aici o biserică ortodoxă.

## Demografie
Componența lingvistică a orașului Muncaci
     Ucraineană (77,63%)
     Rusă (10,72%)
     Maghiară (9,64%)
     Germană (1,12%)
     Alte limbi (0,43%)
Conform recensământului din 2001, majoritatea populației orașului Muncaci era vorbitoare de ucraineană (77,63%), existând în minoritate și vorbitori de rusă (10,72%), maghiară (9,64%) și germană (1,12%).

## Personalități
- Tivadar Uray (1895-1962), actor
- Kamilla Senjo (n. 1974), jurnalistă